# Hibiscus teijsmannii
Hibiscus teijsmannii är en malvaväxtart som beskrevs av Borss. Waalk.. Hibiscus teijsmannii ingår i Hibiskussläktet som ingår i familjen malvaväxter. Inga underarter finns listade i Catalogue of Life.